# Бернер, Альберт Фридрих
Альберт Фридрих Бернер (нем. Albert Friedrich Berner; 30 ноября 1818, Страсбург – 13 января 1907, Берлин, Германская империя) – немецкий учёный-правовед, специалист в сфере уголовного права и криминологии, педагог, с 1848 года – профессор Берлинского университета.

## Биография
Изучал юриспруденцию и философию в Берлине. С 1848 года был профессором уголовного права Берлинского университета.
А. Бернеру принадлежит большое количество работ в области уголовного права и криминологии. Его знаменитый учебник, изданный в 18 изданиях и на нескольких иностранных языках, отражающий состояние научного прогресса, и его 63 летняя практика преподавания в Берлине сделали его одним из самых влиятельных представителей теории уголовного права.
Несколько работ А. Бернера было переведено на русский язык ("О смертной казни" и др.). На концепции А. Бернера был основан первый в Российской империи учебник по уголовному праву В.Д. Спасовича.
Переводчик учебника уголовного права А. Бернера с немецкого на русский язык Н.А. Неклюдов снабдил перевод столь обширными дополнениями и примечаниями, что перевод этого учебника стали называть "учебником Неклюдова, дополненного Бернером" (А.Ф. Кони). Н.А. Неклюдов сразу после этого занял важное место среди российских учёных-правоведов.

## Избранные труды
- «Grundlinien der kriminalistischen Imputationslehre» (Берл., 1843);
- «Die Lehre von der Teilnahme am Verbrechen und die neueren Controversenüber Dolus und Culpa» (Берл., 1847);
- «Wirkungskreis des Strafgesetzes nach Zeit, Raum und Personen» (Берл., 1853);
- «Grundsätze des preussischen Strafrechts» (Лейпц., 1861);
- «Abschaffung der Todesstrafe» (Дрезд., 1861; русск. пер., СПб., 1865);
- «Die Strafgesetzgebung in Deutschland» (Лейпц., 1867);
- «Lehrbuch des deutschen Strafrechts» (Лейпц., 1857; 13 изд., 1884; русск. пер. Н. Неклюдова, 1867);
- «Lehrbuch des deutschen Pressrechts» (Лейпциг, 1876 г.).